# José López Domínguez
José López Domínguez (ur. 29 listopada 1829, zm. 17 października 1911) – hiszpański generał i polityk liberalny.
W 1868 był jednym z organizatorów przewrotu wojskowego. Od 1882 do 1885 działał w Partii Lewicy Dynastycznej. Od 1883 do 1884 oraz od 1892 do 1895 sprawował urząd ministra wojny. Od 6 lipca do 30 listopada 1906 stał na czele rządu jako premier.